# 5574 Seagrave
5574 Seagrave este un asteroid din centura principală de asteroizi.

## Descriere
5574 Seagrave este un asteroid din centura principală de asteroizi. A fost descoperit pe 20 martie 1984 la Observatorul Kleť de Zdeňka Vávrová. Asteroidul prezintă o orbită caracterizată de o semiaxă mare de 2,64 ua, o excentricitate de 0,11 și o înclinație de 14,0° în raport cu ecliptica.